# 浜松市立江南中学校
浜松市立江南中学校（はままつしりつ こうなんちゅうがっこう）は、静岡県浜松市中央区江之島町にある公立中学校。

## 沿革
- 1978年4月1日 - 浜松市立江南中学校設立

## 学区
- 浜松市立南の星小学校区：五島地区（西島町、福島町、松島町、江之島町、遠州浜一丁目～四丁目）
- 浜松市立砂丘小学校区の一部：白羽町（国道1号以南）、中田島町（馬込川以南）

## 部活動
- 女子テニス部
- サッカー部
- 女子卓球部
- バスケット部
- 陸上競技部
- 吹奏楽部
- 美術部

## アクセス
- 遠鉄バス　3三島江之島線（向宿経由）・5三島江之島線（三島経由）「浜松特別支援学校」バス停下車